# Carlos Alberto de Oliveira (pintor)
Carlos Alberto de Oliveira (Novo Hamburgo, 1951 — Novo Hamburgo, 2013), apelidado Carlão, foi um pintor e professor brasileiro.

## Biografia
Filho de um operário de curtumes e de uma empregada doméstica, foi funcionário dos Correios e depois ingressou no serviço público municipal em Novo Hamburgo, trabalhando e dando aulas no Atelier Livre Municipal até aposentar-se. Na década de 1980 foi coordenador do Museu do Calçado.
Interessado em arte desde jovem, começou a trabalhar seriamente neste campo em 1973. Entre 1977 e 1979 participou do Movimento Casa Velha, que procurava dinamizar o circuito artístico no Vale dos Sinos. Em 1987 ingressou na Escola de Belas Artes da Feevale, estudando desenho e pintura por dois anos.
Fez sua primeira participação em exposições em 1974, no Centro de Pesquisa de Arte de Novo Hamburgo, depois participou de dezenas de mostras individuais e coletivas no Rio Grande do Sul e em outros estados brasileiros. Faleceu em Novo Hamburgo em 2013.

## Obra
Sua obra é classificada estilisticamente como naif, mas na apreciação da crítica Angélica de Moraes, ele é um "pintor primitivo sim, ingênuo não", trabalhando temáticas de cunho social, onde retrata o cotidiano das classes desfavorecidas, em cenas que trazem títulos como "Comício", "Enchentes", "Fila para o PIS", "A Briga do Bailão", "Assaltando o Banco", "Futebol". Artista negro, a temática de matriz africana é outra constante em sua produção.
Destacam-se em suas exposições a participação no IV Salão do Jovem Artista do Rio Grande do Sul, em Porto Alegre (1975), sua individual no Museu de Arte do Rio Grande do Sul (1983), com apresentação de Danúbio Gonçalves, a Bienal Naif de São Paulo de 1994, onde recebeu o Prêmio Destaque, e a Bienal Naïfs do Brasil de Piracicaba, em 1996, onde foi premiado com Menção Honrosa. Também recedeu dois prêmios em salões de Novo Hamburgo.
Seu nome batiza a Escola Municipal de Arte de Novo Hamburgo, e em 2015 a Feevale organizou no seu Espaço Cultural uma mostra em sua homenagem, Carlão vida e obra, inscrições urbanas, acompanhada de palestras, apresentações musicais, um seminário e conversas com o público. Em 2016 a Prefeitura anunciou a criação do Memorial Carlos Alberto de Oliveira, considerando-o "um dos principais nomes das artes plásticas de Novo Hamburgo. [...] Durante sua trajetória, desenvolveu suas obras tendo como fundo a cultura popular e os acontecimentos cotidianos das pessoas. Artista de grande habilidade no desenho e na pintura, retratou cenas de trabalho e lazer de uma cidade dedicada, por muito tempo, à produção calçadista: esteiras de fábricas, lojas, jogos de futebol, bailes de carnaval, cenas de bar". Além de expor obras, documentos, fotografias e outros materiais relacionados ao artista, preservando seu legado para a comunidade e para a cultura negra, o Memorial organiza palestras, cursos e outras atividades culturais, e abre espaços para mostras de outros artistas.
Apesar desses reconhecimentos, sua obra ainda é pouco estudada,  e na apreciação do crítico Círio Simon, seu trabalho merecia ter tido uma penetração maior: "Ao longo de toda a sua existência o artista Carlos Alberto de Oliveira assumiu e foi coerente com a estética afro sul-rio-grandense. Além de nunca poder usufruir em tempo integral a sua vocação artística, o ambiente no qual desenvolveu seu talento não estava preparado conceitualmente para percebê-lo como valor em si. Nem o mercado profissional, as instituições de memória, de estudo e divulgação, não estavam maduras para sua obra". Para o crítico Eduardo Veras, "foi um artista singular, de trabalho muito sofisticado, ainda à espera do reconhecimento nacional que lhe seria devido".